# Марковское (Сокольский район)
Марковское — деревня в Сокольском районе Вологодской области. Административный центр Пельшемского сельского поселения и Пельшемского сельсовета.
Расстояние до районного центра Сокола по автодороге — 35 км. Ближайшие населённые пункты — Алферовское, Поповское, Великий Двор.
По переписи 2002 года население — 505 человек (236 мужчин, 269 женщин). Преобладающая национальность — русские (99 %).